# Târg (Statele Unite ale Americii)
Târg, în engleză town, în Statele Unite ale Americii, este o municipalitate urbană de ordin doi.
Termenul de localitatea urbană town, originar  din Anglia (medievală) și prezent în toate statele americane din Noua Anglie, este de asemenea prezent în statele din Vestul Mijlociu, dar și în toate statele aflate la vest de fluviul Mississippi.
În timp ce în Regatul Unit, și mai ales oriunde în Insulele britanice există diferențe limpezi între city și town, adesea în Statele Unite, nu există o diferența reală dintre un oraș - city și un târg - town.

## Târguri — Towns după stat

### Alabama
- Articolul principal din această categorie este Listă de târguri din statul Alabama.

### Alaska
- Articolul principal din această categorie este Listă de târguri din statul Alaska.

### Arizona
- Articolul principal din această categorie este Listă de târguri din statul Arizona.

### Arkansas
- Articolul principal din această categorie este Listă de târguri din statul Arkansas.

### California
- Articolul principal din această categorie este Listă de târguri din statul California.

### Colorado
- Articolul principal din această categorie este Listă de târguri din statul Colorado.

### Connecticut
- Articolul principal din această categorie este Listă de târguri din statul Connecticut.

### Delaware
- Articolul principal din această categorie este Listă de târguri din statul Delaware.

### Florida
- Articolul principal din această categorie este Listă de târguri din statul Florida.

### Georgia
- Articolul principal din această categorie este Listă de târguri din statul Georgia.

### Hawaii
- Articolul principal din această categorie este Listă de târguri din statul Hawaii.

### Idaho
- Articolul principal din această categorie este Listă de târguri din statul Idaho.

### Illinois
- Articolul principal din această categorie este Listă de târguri din statul Illinois.

### Indiana
- Articolul principal din această categorie este Listă de târguri din statul Indiana.

### Iowa
- Articolul principal din această categorie este Listă de târguri din statul Iowa.

### Kansas
- Articolul principal din această categorie este Listă de târguri din statul Kansas.

### Kentucky
- Articolul principal din această categorie este Listă de târguri din statul Kentucky.

### Louisiana
- Articolul principal din această categorie este Listă de târguri din statul Louisiana.

### Maine
- Articolul principal din această categorie este Listă de târguri din statul Maine.

### Maryland
- Articolul principal din această categorie este Listă de târguri din statul Maryland.

### Massachusetts
- Articolul principal din această categorie este Listă de târguri din statul Massachusetts.

### Michigan
- Articolul principal din această categorie este Listă de târguri din statul Michigan.

### Minnesota
- Articolul principal din această categorie este Listă de târguri din statul Minnesota.

### Mississippi
- Articolul principal din această categorie este Listă de târguri din statul Mississippi.

### Missouri
- Articolul principal din această categorie este Listă de târguri din statul Missouri.

### Montana
- Articolul principal din această categorie este Listă de târguri din statul Montana.

### Nebraska
- Articolul principal din această categorie este Listă de târguri din statul Nebraska.

### Nevada
- Articolul principal din această categorie este Listă de târguri din statul Nevada.

### New Hampshire
- Articolul principal din această categorie este Listă de târguri din statul New Hampshire.

### New Jersey
- Articolul principal din această categorie este Listă de târguri din statul New Jersey.

### New Mexico
- Articolul principal din această categorie este Listă de târguri din statul New Mexico.

### New York
- Articolul principal din această categorie este Listă de târguri din statul New York.

### Carolina de Nord— Carolina de Nord
- Articolul principal din această categorie este Listă de târguri din statul New Carolina.

### Dakota de Nord— Dakota de Nord
- Articolul principal din această categorie este Listă de târguri din statul North Dakota.

### Ohio
- Articolul principal din această categorie este Listă de târguri din statul Ohio.

### Oklahoma
- Articolul principal din această categorie este Listă de târguri din statul Oklahoma.

### Oregon
- Articolul principal din această categorie este Listă de târguri din statul Oregon.

### Pennsylvania
- Articolul principal din această categorie este Listă de târguri din statul Pennsylvania.

### Rhode Island
- Articolul principal din această categorie este Listă de târguri din statul Rhode Island.

### Carolina de Sud— Carolina de Sud
- Articolul principal din această categorie este Listă de târguri din statul South Carolina.

### Dakota de Sud— Dakota de Sud
- Articolul principal din această categorie este Listă de târguri din statul South Dakota.

### Texas
- Articolul principal din această categorie este Listă de târguri din statul Texas.

### Tennessee
- Articolul principal din această categorie este Listă de târguri din statul Tennessee.

### Utah
- Articolul principal din această categorie este Listă de târguri din statul Utah.

### Virginia
- Articolul principal din această categorie este Listă de târguri din statul Virginia.

### Washington
- Articolul principal din această categorie este Listă de târguri din statul Washington.

### Virginia de Vest— Virginia de Vest
- Articolul principal din această categorie este Listă de târguri din statul West Virginia.

### Wisconsin
- Articolul principal din această categorie este Listă de târguri din statul Wisconsin.

### Wyoming
- Articolul principal din această categorie este Listă de târguri din statul Wyoming.

## Alte legături interne
- Categorie:Liste de orașe din Statele Unite după stat
- Categorie:Liste de târguri din Statele Unite după stat
- Categorie:Liste de districte civile din Statele Unite după stat
- Categorie:Liste de sate din Statele Unite după stat
- Categorie:Liste de comunități neîncorporate din Statele Unite după stat
- Categorie:Liste de localități dispărute din Statele Unite după stat
- Categorie:Liste de comunități desemnate pentru recensământ din Statele Unite după stat